# 팔없는 검객
"팔없는 검객"은 한국에서 제작된 임원식 감독의 1969년 영화이다. 오영일 등이 주연으로 출연하였고 신상옥 등이 제작에 참여하였다.

## 출연

### 주연
- 오영일
- 김지수
- 김창숙

## 기타
- 조명: 마용천
- 미술: 정우택